# 筐体
筐体（きょうたい）とは、何らかの機能を有する機械や電気機器などを中に収めた箱のことを言う。フレームを含めた外装を指す。
一般的に「筐体」という語が用いられるのは、単にその機器を保護したり、パソコンなど発熱する機器の場合にその放熱を助けるためだったり、あるいはそのままの状態で設置することが何らかの理由で困難であるために使われる、といったような場合である。ただし、大型のアーケードゲームの筐体などのように、機能を実現するために必要とされるような特定の形状をもつものについて使われることもある。機器の保護に関しては、衝撃や圧力、電磁波、光などに対する防御などが考えられる。
英語では、ケース (en:Case)、ハウジング (en:Housing)、エンクロージャー (en:Enclosure)などと呼ばれるものに相当する。
「筐」が常用漢字に含まれていないため、「きょう体」と混ぜ書きされることもある。

## 衝撃対策
通常、動力機械にしろ電子機器にしろ、直接的な衝撃に対する耐性はそれほど強くはない。そういった機能部品自体の強度を上げることも重要であるが、より根本的な対策として、機器をすっぽり覆ってしまうようなバリアを設けることが有効である。そして、筐体が持つ機能の中で最も普遍的なものの一つとして、このバリアとしての機能がある。
打撃や落下に対して、衝撃による機能部品のダメージを和らげるためには、その衝撃をダイレクトに機能部品が受けるよりは、その外側の堅牢な構造が直接の衝撃を吸収緩和するようにした方が簡単である。特に衝撃や振動に弱い部品が使われている場合や、対衝撃耐性をおおきく取りたい場合には、筐体と内部構造の間を剛結合することを避け、保護する部品の間にゴムなどで緩衝材料によって結合することによって、対外的な振動などを吸収し内部保護を行う。
また、筐体の一部を意図的に弱く作り、その部分が破壊されることによって衝撃を吸収するような構造をとる場合もある。

## 防水容器・防塵容器として
機械類や電子機器は一般的に水に弱い。また、ホコリなどの混入にも気を使う必要がある。このような機器を一般的な環境で使用するとき、剥き出しでは使用できないので、それらをシャットアウトするような筐体を設計する必要がある。

## 耐圧容器として
機械や電気機器の中には、気圧変化、特に急激な気圧変化によって誤動作を引き起こしたり、故障したりする虞のあるものも存在する。そのような機器を気圧変化が起こるような環境で使用する場合には、気密かつ堅牢な筐体を使用することによって、内部の気圧変化が小さくなるようにする必要がある。

## 怪我や誤動作、悪戯の防止
一般に、機能部品を手が触れられるような状態で外部にさらしておくことは、安全性や信頼性の観点から見て好ましくない。動いている機械類に触れることは、少なからず怪我の原因となるし、特に動力源のパワーがおおきい場合などは巻き込み事故など重篤な事故を引き起こす危険性が極めて高いといえる。電気機器の場合でも、高電圧を発生させ使用している機器は多く、そうでなくとも家庭用商用電源のAC100Vですら、感電など生命に危険を及ぼす可能性があるのだから、剥き出しの配線材を直接手に触れられるような場所にさらけ出しておくことは非常に危険である。
また、動力機械の場合、外部からの攪乱によって、設計時に意図しなかった負荷がかかり、故障を引き起こす可能性も高い。また、微妙なトルクの変化などを利用して動作する機械も少なくは無いので、そうした部分に触れることによって誤動作を引き起こす可能性が付きまとう。電子機器等であれば、部品の脱落や接点の汚損などばかりではなく、調整等に使われるスイッチ類の誤操作の可能性もある。
また、上記のような操作を意図して行えば、妨害工作、破壊工作の手段として有効である。
一般に機器全体を筐体で覆うことによって、このような可能性を小さくすることができる。ただし、機器の修理・メンテナンスが必要となる場合があるため、外部からのアクセス手段を残しておくことも必要なため、筐体の機能を考える上で重要である。

## 騒音対策
内燃機関やモーターなどの動力源を筆頭に、歯車、ローラーチェーン、軸受け、継手など耳障りで不快な騒音を発生させるような装置には枚挙に暇が無い。こうした音を外部に漏らさないようにすることもまた筐体の主要な機能の一つであるといえる。単に、すっぽりと覆ってしまうだけでもこうした音はかなり低減される。このとき、筐体に隙間があるのと、無いのとでは格段の差が生じる。特に騒音の大きな機器を使う場合や、近年の騒音公害に当に敏感な世情を考慮して、より高いレベルでの遮音を実現しようとするならば、筐体の内面にグラスウールや、スポンジ状のものを貼り付ける事によって、遮音性をさらに向上させることができる。ただし、隙間だらけの筐体にこのような改良を施しても効果は薄い。
筐体の構造によっては、内部の振動に共鳴して、それ自体が騒音の発生源ないしは増幅装置として機能してしまうことがある。このような場合は、筐体にゴムなどを貼り付け共振周波数をずらすことが最良な策といえる。
以上のように、筐体の工夫によって内部装置で発生した騒音を低減することは可能であるが、そもそも騒音が発生するということは、入力エネルギーの一部が音という形で散逸しているということであり、このような機器類の振動は、機械部品の摩耗を進行させ機器の寿命を縮める元凶である。そのため、内部装置で発生する騒音の絶対量自体を低減することがまず第一であり、そのような対策を施さないまま筐体の改良で補うのは、根本的な解決とはならない。

## 電気的ノイズ対策
電子機器の設計で、外部からの電気的ノイズによる誤動作を起こさないようにすることは、非常に重要な課題である。とくに、近年の非常に高速化したコンピュータでは、その動作時に行われるスイッチング動作のオンオフ間の電圧差がますます小さくなる傾向にあり、外来ノイズに対するマージンが減少しているため、外来ノイズをシャットアウトできるような筐体を用いなければ、安定動作など望めない。
家庭にも職場にも電子機器があふれ返るという現状では、それらの電子機器自身が発生させる電磁波を、いかに外に出さないように設計するかということも重要な課題として認識されている。
電気的ノイズはその性質上、電気伝導性の素材で機器を覆ってしまうことによってシャットアウトすることが可能である。具体的には筐体その物を導電性の金属にする、プラスチック製品の内面に金属膜を蒸着させ電磁波を防ぐ、などの方法があり一般的には家庭内電化製品やパソコンなどに利用されている。

### 接地との関連
接地（アース）は、大地に対する接地と、筐体に対する接地（シャーシアースと呼ばれる）の2種類に分類できる。筐体に対する接地は、回路の動作を安定させるため、電磁波の侵入・漏洩を防ぐためなどの目的で用いられる。

## 温度対策
動力部品にしろ、電子部品にしろ、動作させている間は何らかの形で熱を持つことになる。このような熱は、蓄積させると、動力部品ならば強度の低下を招き、部品の破損などの故障を引き起こす。電子部品でもめったなことで回復不可能な障害は発生しないとはいえ、特にコンピュータなどでは、誤動作の原因となる。
もしも、このような部品類を単純にすっぽり覆ってしまうような筐体のなかに収めると、空気の対流が阻害され、放熱に悪影響を与えることは必至である。しかし、筐体の設計を上手く行えば、空気の流れを整え、放熱面積を増し、機械類を裸の状態で使用するよりもはるかに効率的な放熱を実現することが可能となる。
コンピュータなどの筐体設計では、空気等の流れを予めシミュレーションし、放熱効果の最も高い形状を決める。一般的にはデスクトップパソコンやサーバを含め大型コンピュータに至るまで幅広く見られる。このようなタイプのコンピュータを筐体をはずして裸で使用すると、電子部品が過熱して熱暴走を引き起こすことさえある。また、ノートパソコンのように、筐体内の空隙がすくなく、空気の流れによる冷却が期待できない場合でも、金属製のフレームに対して熱を直接逃がすなどの方法により効率的な冷却を実現している例がある。

## 光線の遮蔽
筐体を不透明な材質で作ることによって、光線を遮蔽することが出来る。
たとえば、CDプレーヤーの光学ピックアップやレーザープリンターなど、レーザーを利用する機器では、安全性の観点から、レーザーが筐体の外に漏れ出さないようにする必要がある。そのため、筐体は不透明でつなぎ目などに隙間が出来ないような構造をとらなければならない。特に、大出力のレーザーを用いる機器では、レーザー光に対して、十分な耐久性のある素材を用いなければならないし、散乱光ですら十分な威力を持つことから、全体をしっかり覆う必要がある。
逆に、カメラのフィルムやCCD、レーザープリンターの感光ドラムなど、光に対して感受性がある素材、部品を扱う場合、これらに余分な光があたらないよう、外部からの光線を遮断する必要があり、不透明な筐体を用いる。非常に安価なトイカメラなどの類の中には組み付け精度の不足から、筐体に隙間が出来、光線漏れという現象を起こして、フィルムの一部が感光してしまうなどという例もある。なお、カメラなどで、ショーや店頭でのデモンストレーション用に、内部の機構は完璧に動作するにもかかわらず、内部構造が見えるように筐体が透明な素材で作られることから、外部の光線に対する遮蔽としての機能を果たさず、写真をとる役にはまったく立たない、というようなモデルが作られることがある。
さらには、内部の機器の動作・特性の観点からは特に遮光の必要が無いような機器でも、内部の構造が直接見えてしまうことが、美的観点などから問題とされる場合があり、このような場合にも目隠しとして不透明な筐体が好んで用いられる場合がある。これも、不透明な筐体による光線の遮蔽効果を利用した例である。このような例では、単純に外側から中が見えなければ良いので、小さな隙間などがあることは問題にならない。その代わり、筐体のデザインに特に意匠性を持たせるケースが多いといえる。

## 空気力学的特性の改善
あまり、筐体という語が用いられることは多くないが、自動車や飛行機のボディや、オートバイのカウリングなども、中にエンジンや電装機器を入れた入れ物という意味で、筐体の範疇に入る。これらの場合、上記のような観点のほかに、空気力学的特性の改善ということも重要な役割の一つとして浮上する。
もともと、これらの機械はエンジンや操舵装置などの構造を剥き出しにしていた。現在でも一部のオートバイなどはそうである。しかし、それらの速度が増すにつれて、安全性や外観の問題とともに、それらの部品が剥き出しのままでは空気抵抗が大きくなり、さまざまな支障が生じるようになってきた。これを改善する手段としてその筐体を、初期には単純な流線型、紡錘形にしていた。また、さらに時代が下っては、たとえば自動車においてダウンフォースを発生させるなど、さまざまな空気力学上の機能を持つように、その形状を工夫することが広く行われるようになった。

## 秘密の保持・改造などの阻止
装置の内部構造を外部の者に知られては不都合な場合がある。筐体で内部構造を覆い隠すことで、内部構造に関する機密事項を保護する。
また、携帯電話機や特定小電力無線など、法令でユーザーによる改造を禁止している場合、禁止を徹底・担保する目的で、筐体が容易に開けられないことが
要求されている。

## デザイン
中の機器が剥き出しにしない目隠しとして使われる例や、空気力学的特性を改善する例にとどまらず、機器の形状一般を改善するというのも筐体の機能のひつである。
たとえば、ノートPCやモバイル機器の場合、使いやすく、持ち運びやすく、収納しやすいデザインが必要である。具体的には、使用する状態でのホールド性や操作性、持ち運ぶときにはホールド性とともに引っかかったりぶつかったりしないようにスリムで滑らかな形状、しまうときには、他のものと一緒にしまったときに無駄が少なくなるように、シンプルでできるだけ小さいことなどが要求される。
また、筐体のデザインでは、その機器の目的が理解しやすいような、あるいはその機器を使用する上で注意すべき点などに自然に目が向くようなシンボル性を持たせることも重要である。かっこよさや周りとの調和を重視するあまり、その機器の本質を包み隠してしまうような筐体デザインは、時に危険ですらある。
一般に、筐体をデザインするときは、この項目で取り上げたような筐体の持つさまざまな「機能」を充足するばかりではなく、その使用条件に即した「機能性」を向上させる必要がある。